# Козлов, Эвальд Григорьевич
Э́вальд Григо́рьевич Козло́в (род. 23 июня 1938) — советский военнослужащий, сотрудник КГБ СССР, капитан 1-го ранга, Герой Советского Союза (24 августа 1980 г.). Первый командир отряда специального назначения «Вымпел» (1981—1985). Участник Афганской войны и штурма дворца Амина в Кабуле.

## Биография и военная карьера
Эвальд Григорьевич Козлов родился 23 июня 1938 года в городе Куйбышев (ныне Самара) в семье военнослужащего. Русский. В 1956 году окончил среднюю школу в городе Баку.
С 1956 года в ВМФ СССР. В этом году поступил в Каспийское высшее военно-морское Краснознамённое училище имени С. М. Кирова; после его расформирования был переведён в Высшее военно-морское инженерное училище имени Ф. Э. Дзержинского в Ленинграде. С 1960 года проходил службу на Северном флоте.
- С 1961 года служил на Краснознамённой Каспийской флотилии:
  - командир штурманской боевой части,
  - с 1963 года — помощник командира,
  - с 1965 по 1968 годы — командир тральщика.
- 1970 год — окончил Военно-дипломатическую академию.
- С этого же года — в органах Комитета государственной безопасности Совета Министров СССР:
  - служил в отделе «В» Управления «С» (нелегальная разведка) Первого Главного управления КГБ (отдел отвечал за подготовку спецрезервистов на случай войны).
- С 1972 года — на преподавательской работе на Курсах усовершенствования офицерского состава КГБ.
- С начала 1979 года — в длительной командировке в Афганистане, где занимался сбором данных о ситуации в стране.

## Звание Герой Советского Союза
Из наградного листа к присвоению звания Герой Советского Союза:
«Когда высшим руководством СССР было принято решение о вводе советских войск в Афганистан и о ликвидации президента Афганистана Х. Амина, Козлов был прикомандирован к переправленному в Кабул отряду специального назначения „Зенит“ КГБ, участвовал в разработке операции по штурму дворца „Тадж-Бек“ резиденции президента Афганистана Х. Амина в афганской столице Кабуле.
Во время штурма дворца 27 декабря 1979 года капитан 2-го ранга Эвальд Козлов добровольно вызвался участвовать в операции, несмотря на то, что он не должен быть в ней принимать личное участие. В бою проявил исключительное мужество и отвагу, в числе первых семерых спецназовцев с боем ворвался в эту, казавшуюся неприступной, крепость с многочисленной охраной и сильными огневыми средствами. В стремительном, но исключительно ожесточенном бою принял командование одной из групп штурмующих, заменив выбывшего из строя командира, несмотря на то, что в самом начале штурма был ранен в ногу. Задача была полностью выполнена с минимальными потерями».
Указом Президиума Верховного Совета СССР от 28 апреля 1980 года — «за мужество и героизм, проявленные при выполнении воинского долга капитану 2-го ранга Козлову Эвальду Григорьевичу присвоено звание Героя Советского Союза с вручением ордена Ленина и медали „Золотая Звезда“».

## Дальнейшая карьера
По возвращении в Советский Союз продолжил службу в КГБ СССР.
- С 1980 года — начальник Курсов усовершенствования офицерского состава КГБ СССР, вместо погибшего при штурме дворца Амина их прежнего начальника, Героя Советского Союза Г. И. Бояринова.
- С 19 августа 1981 года — первый командир отряда специального назначения «Вымпел».
- С 1985 года — в центральном аппарате Первого главного управления КГБ СССР.
- С 1991 года — в запасе. Затем в отставке.

## Награды
- Медаль «Золотая Звезда» № 11435.
- Орден Ленина
- Медали:
  - Медаль «В ознаменование 100-летия со дня рождения Владимира Ильича Ленина»
  - Медаль «Двадцать лет победы в Великой Отечественной войне 1941—1945 гг.»
  - Медаль «50 лет Вооружённых Сил СССР»
  - Медаль «60 лет Вооружённых Сил СССР»
  - Медаль «70 лет Вооружённых Сил СССР»
  - Медаль «За безупречную службу» 1 степени
  - Медаль «За безупречную службу» 2 степени
  - Медаль «За безупречную службу» 3 степени

## Личная жизнь
Проживает в Москве. Президент Ассоциации ветеранов подразделений спецназа и спецслужб «Вымпел-Союз».